# سیتا کامارا
سیتا کامارا (انگلیسی: Sita Camara؛ زادهٔ ۱۱ مارس ۱۹۷۴) بازیکن فوتبال اهل گینه بود.
وی همچنین در تیم ملی فوتبال گینه بازی کرده است.